# Абдулхашим Муталов
Абдулхашим Муталов (узб. O‘tkir To‘xtamurodovich Sultonov; нар. 14 лютого 1947, Ахангаранський район, Ташкентська область) — узбецький політичний діяч, прем'єр-міністр Узбекистану з 1992 по 1995 рр. У 1976 р. Абдулхашім Муталієв закінчив Всесоюзний інститут харчової промисловості, навчався заочно. Отримав диплом за спеціальністю інженер-технолог. У 1965 р. почав свою трудову діяльність, з посади простого робітника на Ташкентському хлібопродуктовому комбінаті № 2. Потім відслужив у лавах Радянської армії. Працювати продовжив на хлібопродуктових комбінатах Ташкента.
З 1979 по 1986 рр. працював директором на комбінаті хлібопродуктів в Ахангаранському районі. З 1986 по 1991 рр. був заступником міністра, а потім і міністром хлібопродуктів Узбецької РСР. У 1991 р. стає заступником голови Кабінету міністрів при президенті Узбекистану. Його наступна посада — прем'єр-міністр країни, отримана на сесії Верховної ради у 1992 р. Деякий час стояв на чолі урядової комісії, що займається розподілом гуманітарної допомоги. Також був головою комісії з розслідування випадків студентських заворушень, що мали місце в студентському містечку Ташкента у січні 1992 р.